# 烏羅斯·科西奇
烏羅斯·科西奇（1992年10月24日—）是一位塞爾維亞足球運動員。在場上的位置是後衛。他現在效力於意大利足球乙級聯賽球隊弗羅西諾內足球俱樂部。他也代表塞爾維亞U21國家足球隊參賽。